# Герб Симферополя
Герб Симферополя — официальный геральдический символ города Симферополь, утверждён решением Симферопольского городского совета № 138 от 14 декабря 2006 года. Авторы герба: Г. Ефетов, О. Степанова и О. Маскевич.

## Описание
Щит разделён на два поля узкой горизонтальной белой волнистой линией, символизирующей главную водную артерию Крыма — реку Салгир. В верхнем (синем) поле щита, означающем красоту города, расположено золотое изображение летящей пчелы, как символ пользы. В нижнем (красном) поле изображена золотая античная чаша из легенды о появлении скифов. Она символизирует историю города, берущую начало от Неаполя Скифского. Красный цвет в данном случае символизирует мужество и доблесть скифов, защищавших свою столицу.
Щит увенчан золотой башенной пятизубчатой короной с бурелетом цветов флага Крыма и окружён полувенком из дубовых веток натурального цвета, обвитых лентой Ордена Трудового Красного Знамени с надписью «СИМФЕРОПОЛЬ». Авторами был составлен девиз «ГОРОД ПОЛЬЗЫ», который является переводом названия города с греческого языка. 14 декабря 2006 года депутаты одобрили предложенный проект, но заменили девиз «ГОРОД ПОЛЬЗЫ» на название города — «СИМФЕРОПОЛЬ».

## История
Первый герб был утвержден 17 ноября 1844 года. Герб был горизонтально разделен на две части.
В верхнем (синем) поле находился золотой восьмиконечный крест, а в нижнем (золотистом) поле находится зеленое изображение горы Чатыр-Даг, хорошо видной из города. В то время она считалась самой высокой из Крымских гор.
Также существовал проект герба, разработанный Борисом Кёне в 1859 году. На золотом щите изображен черный двуглавый орел, на груди которого находился щит голубого цвета с восьмиконечным крестом. Щит был увенчан серебряной городской короной с тремя башнями и обрамлен золотыми виноградными лозами, обвитыми Александровской лентой. Однако проект так и не был утвержден.
В советское время существовал герб, утверждённый 21 августа 1971 года решением II сессии XIII созыва городского совета. На щите голубого цвета с красной полосой вверху находилось изображение пяти золотых пчел вокруг красного круга с датой «1784». На красной полосе вверху был изображён серп и молот. Пчелы на гербе символизировали историю города и его название, круг в центре характеризовал Симферополь как областной центр. Пчелы и круг в центре образуют цветок — символ столицы цветущего края. Авторы — Л. Лабенок, Н. Лядовский и Л. Фруслов.
Также в 90-х годах XX века существовал новый проект герба города.

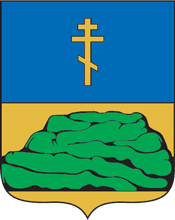
Герб 1844 года
Проект Б. Кёне 1859 года
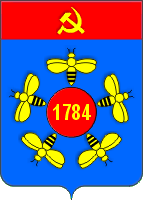
Герб 1971 года
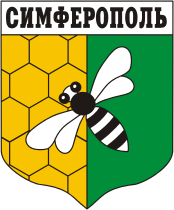
Проект 90-х годов

Голосованию за новый герб и флаг в 2006 году предшествовали общественные слушания, мнения на которых разделились. Часть выступавших высказалась за восстановление герба образца 1844 года, часть указала, что следует использовать традиционный символ города пользы - пчелу или улей пчел, предлагавшийся ещё Г. А. Потёмкиным. Депутаты выбрали новый вариант гебра - авторской группы, внеся изменения: вместо девиза "Город пользы", название города "Симферополь". Это нарушает принципы геральдики и авторская группа заявляла протест.
Руководитель творческого коллектива последнего из вариантов герба, врач по профессии Г. Б. Ефетов (1955-2013), был на тот момент уже известным геральдистом СНГ, в 1991 году провёл V Всесоюзный слет коллекционеров - геральдистов в Симферополе, в 1991-1992 годах в составе коллектива стал автором герба Крыма. За заслуги в изучении и разработке геральдики Крыма он стал лауреатом Государственной премии АРК.